# Harar (szövetségi állam)
Harar (vagy „Harari Népek Nemzeti Regionális Állama”) egyike Etiópia 9 szövetségi tartományának, fővárosa Harar. A harari népcsoport hazája. Ez az ország legkisebb szövetségi állama, mely Harar városából és néhány hozzá tartozó településből áll. Területe kisebb, mint a két önkormányzattal rendelkező városé, Addisz-Abebáé és Dire Dawáé.

## Elhelyezkedés
Harar Etiópia keleti részén, egész területével Oromia szövetségi államba ékelve fekszik.

## Történet
1995-ben a korábbi Hararghe tartományt Oromia és Szomália szövetségi államok között osztották fel, a város és szűkebb környéke ekkor önálló szövetségi állam lett.

## Népesség
Etiópia 11 közigazgatási egysége közül Harar szövetségi államnak van a legkisebb népessége, a 2007-es népszámlálási adatok alapján 183 344 fő, ebből 92 258 férfi (50,3%) és 91 086 nő (49,7%).
Az 1994-es népszámlálás idején 131 139 fő élt itt, tehát 13 év alatt évi átlagban 2,6%-kal növekedett a népesség.
A lakosság 54,2%-a, 99 321 fő él az egyetlen városban, a népsűrűség pedig (589,5 fő/km²) szintén a szövetségi állam jellegéből fakadóan ilyen kiugróan magas.
Harar soknemzetiségű terület, a lakosság közel fele az oromo (56,4%) népcsoport tagja, a maradék pedig megoszlik az amhara (22,8%), a harari (8,7%), a guragie (4,3%), a szomáli (3,9%), a tigray (1,5%) és az argobba (1,3%) népek között.
A vallási megoszlás a következő: a népesség 69%-a a iszlám hitű, 27,1%-a az Etióp Ortodox Egyház tagja, 3,4% protestáns.
A szövetségi állam munkanyelve a harari nyelv.

## Közigazgatás
Harar szövetségi állam kis mérete miatt nem oszlik zónákra, mindössze egyetlen kerület alkotja.

## Fordítás
Ez a szócikk részben vagy egészben  a   Harari Region című angol Wikipédia-szócikk ezen változatának fordításán alapul.  Az eredeti cikk szerkesztőit annak laptörténete sorolja fel. Ez a jelzés csupán a megfogalmazás eredetét és a szerzői jogokat jelzi, nem szolgál a cikkben szereplő információk forrásmegjelöléseként.